# Улица Степана Разина (Калуга)
Улица Степана Разина — улица в исторической части Калуги, проходит от Площади Победы до улицы Салтыкова-Щедрина. Протяжённость улицы около 1,5 км.

## История
Современная Площадь Победы до революции 1917 года была Дровяной, от площади уходила Широкая улица, начальный участок которой некоторое время был Беговой улицей. На площади находилась пожарная часть (здание части снесено в 1970-е годы). За улицей начинались рабочие окраины города.
Современное название улицы дано с установлением советской власти в честь донского казака, атамана Войска Донского, предводителя восстания 1670—1671 годов, крупнейшего в допетровской России, Степана Разина (1630—1671), по некоторым сведениям инициатором выступил Александр Васюнкин. В послереволюционные годы по улице устроенный ранее бульвар также получил имя Степана Разина, в послевоенные годы здания улицы украшали портретами советских руководителей.

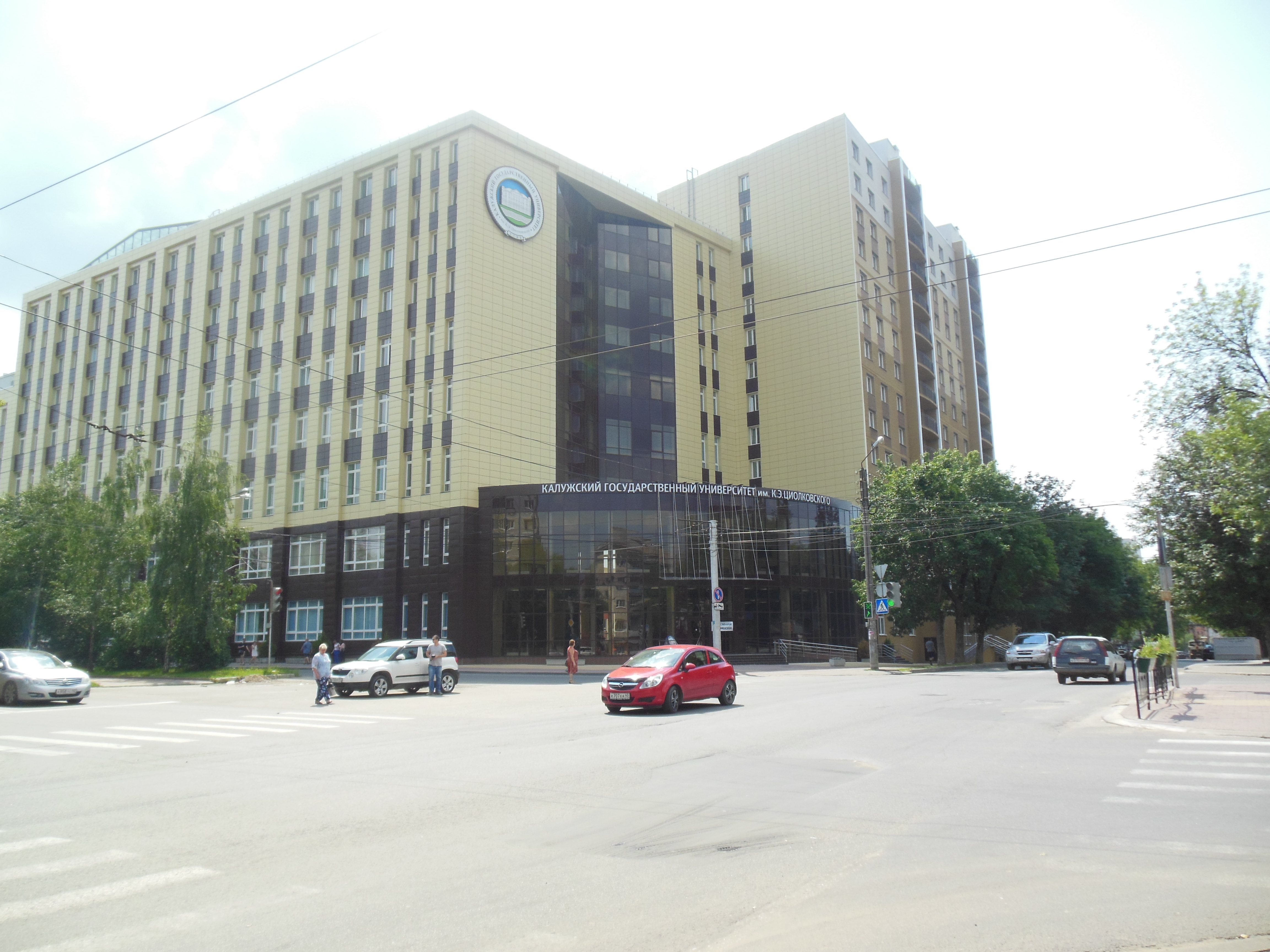
Калужский государственный университет

В 1970 году начались учебные занятия в открытом на улице новом корпусе Государственного педагогического института (ныне — Государственный университет). В 2016 году был построен ещё один учебный корпус, он переменной этажности (6 и 9 этажей), его общая площадь составляет 18,7 тысяч кв. м.
В застройке улицы представлены дома типовых индустриальный проектов, выполненных калужскими архитекторами Е. И. Киреевым и П. Т. Перминовым, вводивших в декор фасадов керамику (восьмилепестковую розетку, «вышивку», растительные мотивы, пав и т. п.), космическую тематику.
В июле 2019 года на улицу перенесли скульптуру «Кота учёного».
В 2023 году ректор КГУ им. К. Э. Циолковского М. А. Казак внёс предложение переименовать улицу в Университетский бульвар, не получившее общественной поддержки
Студия Артемия Лебедева предложила проект превращения бульвара в «приятное общественное пространство»

## Достопримечательности
д. 1 — Дом купца Теренина (начало XIX века)
Скульптура «Кот учёный» у д. 22

## Известные жители
д. 1 — Текле Багратиони (с 11 октября 1834 года по 6 мая 1835)